# Cantone di Villers-Semeuse
Il Cantone di Villers-Semeuse è una divisione amministrativa dell'arrondissement di Charleville-Mézières.
A seguito della riforma approvata con decreto del 21 febbraio 2014, che ha avuto attuazione dopo le elezioni dipartimentali del 2015, è passato da 8 comuni più una frazione di comune a 11 comuni.

## Composizione
Oltre a parte della città di Charleville-Mézières, gli 8 comuni facenti parte prima della riforma del 2014 erano:
- Gernelle
- La Grandville
- Issancourt-et-Rumel
- Lumes
- Saint-Laurent
- Villers-Semeuse
- Ville-sur-Lumes
- Vivier-au-Court

Dal 2015 i comuni appartenenti al cantone sono i seguenti 11:
- Aiglemont
- Gernelle
- Gespunsart
- La Grandville
- Issancourt-et-Rumel
- Lumes
- Neufmanil
- Saint-Laurent
- Villers-Semeuse
- Ville-sur-Lumes
- Vivier-au-Court